# Hawaii (đảo)

Vị trí tại tiểu bang Hawaii

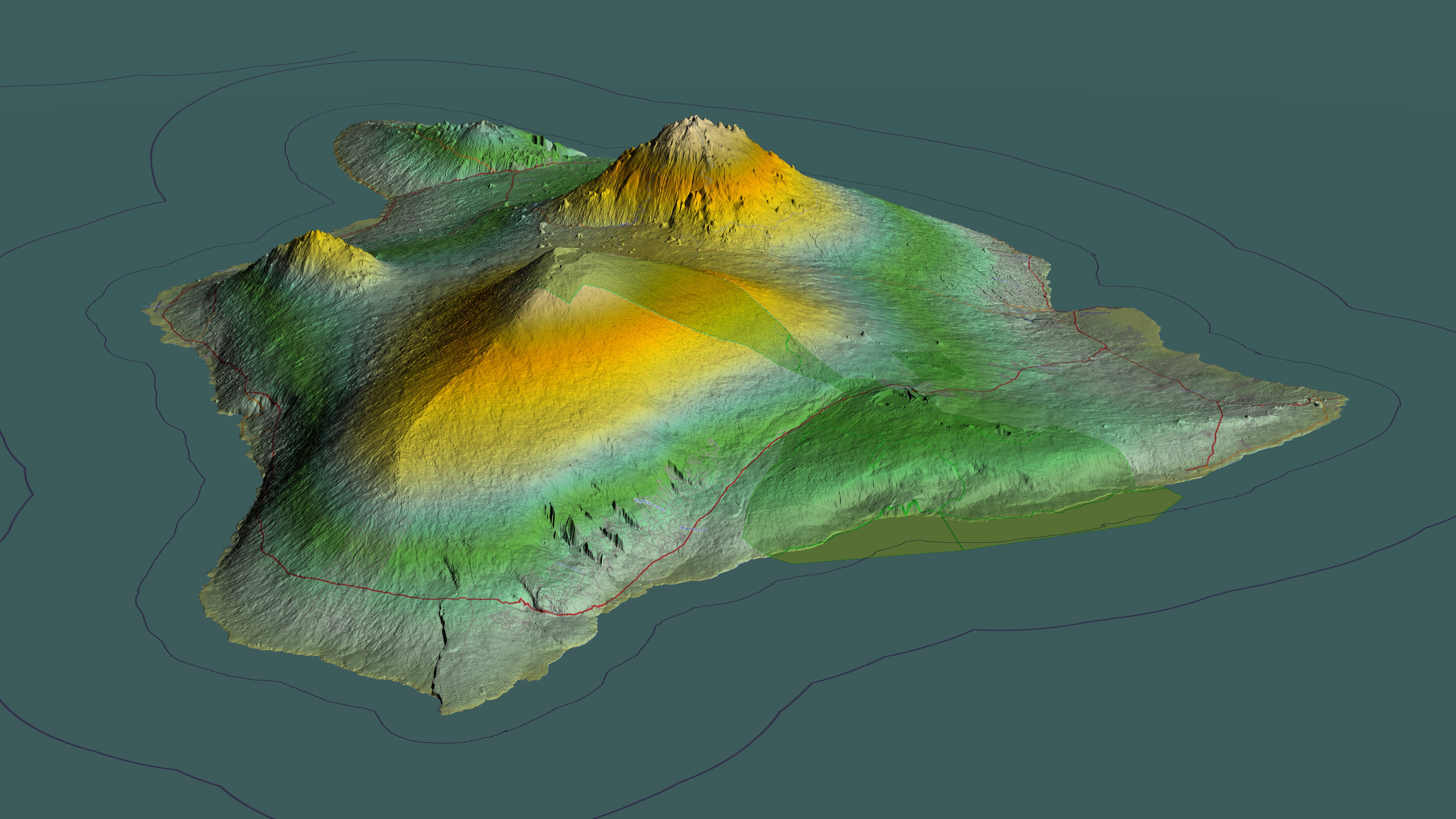
Hình ảnh 3D

Đảo Hawaii  cũng được gọi là Đảo Lớn hoặc  Đảo Hawaiʻi (phát âm là / həwaɪ.i / trong tiếng Anh và [həwɐiʔi] hoặc [həvɐiʔi] trong tiếng Hawaii), là một đảo núi lửa và là đảo cực đông và cực nam trong chuỗi đảo của quần đảo Hawaii tại Bắc Thái Bình Dương. Diện tích 10.432 km ²(4.028 dặm vuông), đảo lớn hơn tất cả các đảo khác trong quần đảo Hawaii cộng lại và là hòn đảo lớn nhất tại Hoa Kỳ. Về mặt hành chính, đảo được quản lý như các Quận Hawaii thuộc tiểu bang Hawaii. Quận lỵ là Hilo. Theo thói quen, đảo được gọi là "Đảo Lớn" để giảm bớt sự nhầm lẫn giữa đảo Hawaiʻi và tiểu bang.
Tuy nhiên, hòn đảo có ít dân cư hơn nhiều so với đảo Oahu, là đảo có thủ phủ Honolulu. Tính đến năm 2008, hòn đảo có tổng dân cư trú là 175.784.. Năm 2000, ] có 148.677 người, 52.985 hộ gia đình, và 36.877 gia đình sống trong quận Hawaii. Mật độ dân số là 14/km ² (37/mi ²). Về chủng tộc là 31,55% da trắng, 0,47% người Mỹ gốc Phi, 0,45% Hawaii bản địa, 26,70% người Á, 11,25% người các đảo Thái Bình Dương, 1,14% từ các chủng tộc khác, và 28,44% lai giữa hai hoặc nhiều chủng tộc. 9,49% dân số là người gốc Tây Ban Nha hay châu Mỹ La Tinh.